# Procesna filozofija
Procesna filozofija, tudi ontologija postajanja ali procesizem, je pristop k filozofiji, ki opredeljuje procese, spremembe ali premične odnose kot edine resnične elemente običajnega, vsakdanjega resničnega sveta. Druge resnične elemente (primeri: trajne fizične objekte, misli) obravnava kot abstrakcije od procesov ali ontološko odvisne od njih. V nasprotju s klasičnim pogledom na spremembo kot na iluzorno (kot trdi Parmenid) ali naključno (kot trdi Aristotel), procesna filozofija postavlja prehodne priložnosti spremembe ali postajanja kot edine temeljne stvari običajnega vsakdanjega resničnega sveta.